# Erfreut euch, ihr Herzen, BWV 66

Erfreut euch, ihr Herzen (Alegrai-vos, ó corações), BWV 66.2, BWV 66,  é uma cantata eclesiástica para a Páscoa composta por Johann Sebastian Bach. Ele a compôs para o Segundo Dia de Páscoa em Leipzig e a apresentou pela primeira vez em 10 de abril de 1724. Baseou-a em sua cantata de congratulação Der Himmel dacht auf Anhalts Ruhm und Glück, BWV 66.1, apresentada pela primeira vez em Köthen em 10 de dezembro de 1718.
As leituras prescritas para o segundo dos três dias festivos da Páscoa incluíam a narração da Estrada para Emaús. A cantata foi a primeira composição de Bach para a Páscoa como Thomaskantor em Leipzig. Ele a derivou de sua anterior Serenata, que possuía um clima igualmente festivo. Um libreto desconhecido resolveu o problema de que a cantata de congratulação de Bach era um diálogo entre tenor e alto, mantendo um diálogo em três movimentos, atribuídos à Esperança e ao Medo. Estes representam atitudes diferentes diante da notícia da Ressurreição de Jesus, que podem ser encontradas tanto nos dois discípulos, debatendo os acontecimentos durante a caminhada, quanto no ouvinte da cantata.
Bach estruturou a cantata em seis movimentos: uma abertura coral exuberante, um conjunto de recitativo e ária para baixo, outro conjunto similar para alto e tenor, e um final com coral retirado do hino medieval de Páscoa "Christ ist erstanden". Um conjunto instrumental barroco incluía trompete, dois oboés, fagote, cordas e continuo. A música expressa estados de luto e medo que devem ser superados, mas, sobretudo, uma alegria exultante.

## História e texto
Em 1723, Bach foi nomeado Thomaskantor (diretor da música eclesiástica) em Leipzig. Ele foi contratado pela cidade de Leipzig para essa função, que o tornava responsável pela música em quatro igrejas e pelo treinamento e educação dos meninos que cantavam no Thomanerchor. A música de cantata deveria ser fornecida para duas igrejas principais, a Thomaskirche (Igreja de São Tomás) e a Nikolaikirche (Igreja de São Nicolau), e música eclesiástica mais simples para outras duas, a Neue Kirche (Igreja Nova) e a Peterskirche (Igreja de São Pedro). Bach assumiu o cargo no meio do ano litúrgico, no primeiro domingo após o Domingo da Santíssima Trindade. Em seus primeiros doze meses no cargo, Bach decidiu compor novas obras para quase todos os eventos litúrgicos. Essas obras ficaram conhecidas como seu primeiro ciclo de cantatas.
Erfreut euch, ihr Herzen, para o Segundo Dia de Páscoa ("den zweiten Osterfesttag"), é a primeira composição de Bach para a Páscoa em Leipzig, escrita em seu primeiro ano no cargo. No dia anterior, no Domingo de Páscoa de 1724, ele havia apresentado Christ lag in Todes Banden, BWV 4, que havia composto muito antes em sua carreira. A nova cantata foi derivada de sua obra secular anterior, a Serenata Der Himmel dacht auf Anhalts Ruhm und Glück, composta em Köthen. No Terceiro Dia de Páscoa de 1724, ele apresentou Ein Herz, das seinen Jesum lebend weiß, BWV 134, derivada de forma semelhante de Die Zeit, die Tag und Jahre macht, BWV 134a, uma cantata para celebrar o Ano Novo de 1719 em Köthen.

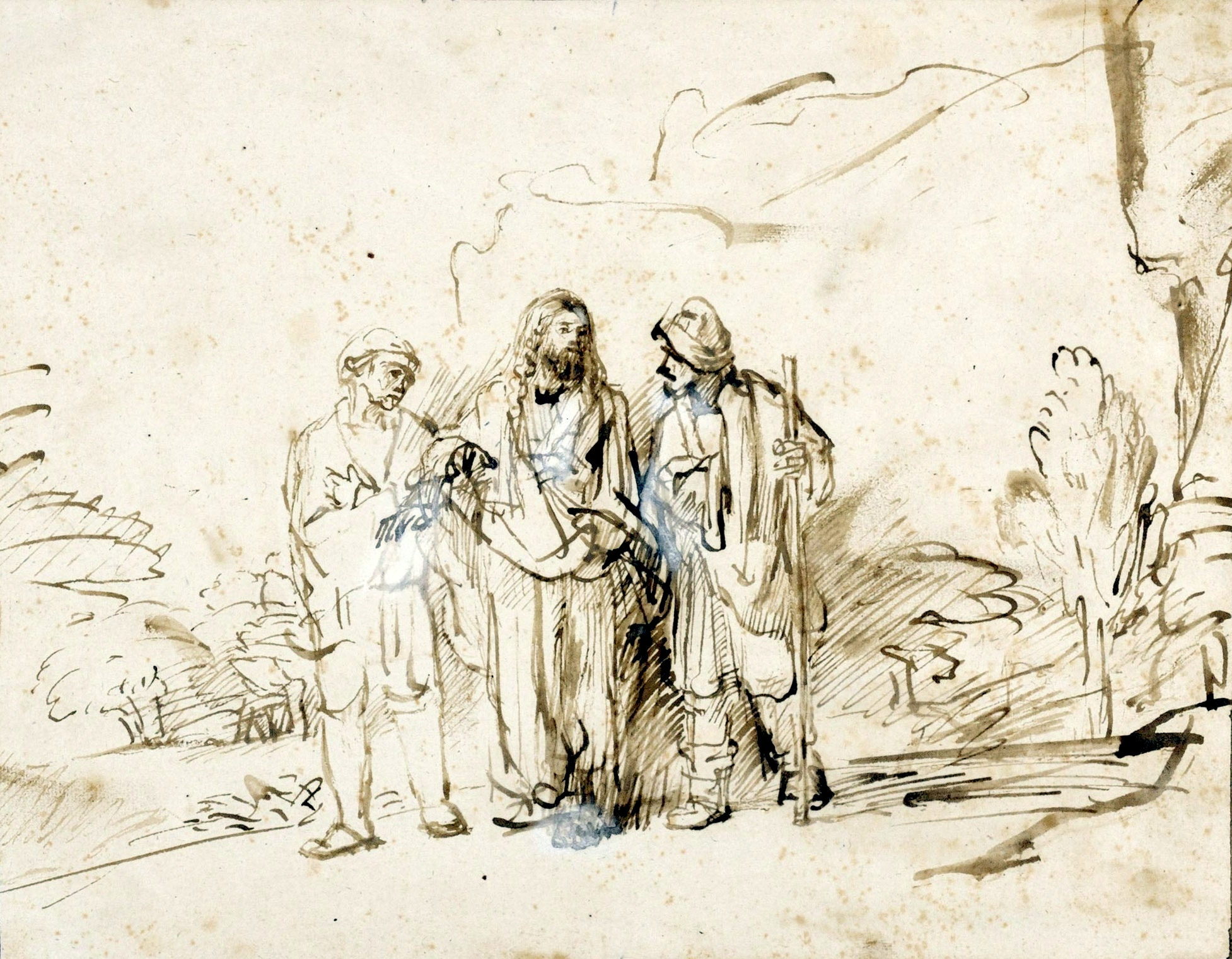
Cristo com Dois Discípulos, de Rembrandt

As leituras prescritas para o dia festivo eram retiradas dos Atos dos Apóstolos, do sermão de Pedro (Predefinição:Sourcetext), e do Evangelho de Lucas, a Estrada para Emaús (Predefinição:Sourcetext). Um libreto desconhecido enfrentou o problema de que a cantata de congratulação de Bach foi escrita como um diálogo entre tenor e alto. Ele manteve o diálogo em três movimentos, na seção central do coral de abertura e em dois duetos, atribuindo os "papéis" de Esperança ("Zuversicht", depois "Hoffnung") e Medo ("Schwachheit", depois "Furcht") às vozes. O texto reflete essas diferentes reações à notícia da Ressurreição de Jesus, que podem ser atribuídas tanto aos dois discípulos, debatendo os acontecimentos durante a caminhada, quanto ao ouvinte da cantata.
Bach apresentou a cantata pela primeira vez na Nikolaikirche em 10 de abril de 1724. Ele a apresentou novamente em Leipzig, em 26 de março de 1731 e provavelmente em 11 de abril de 1735.

## Música

### Estrutura e Instrumentação
Bach estruturou a cantata em seis movimentos. Ele utilizou o movimento final da obra secular anterior para o movimento de abertura da cantata pascal: os quatro movimentos seguintes permaneceram na mesma sequência, e os demais movimentos foram substituídos por um coral final. Os movimentos exteriores são corais, enquadrando recitativos e árias dos solistas, além de um conjunto de recitativo e ária em dueto. Bach escalou a obra para três solistas vocais (alto (A), tenor (T) e baixo (B)), um coro quádruplo e um conjunto instrumental barroco: trompete (Tr), dois oboés (Ob), dois violinos (Vl), viola (Va) e basso continuo (Bc), incluindo fagote (Fg). A duração da peça tem sido estimada em 32 minutos.
Na tabela a seguir dos movimentos, a instrumentação segue a Neue Bach-Ausgabe. As chaves e os compassos são retirados do livro do musicólogo bachiano Alfred Dürr, utilizando o símbolo para compasso quaternário (4/4). Os instrumentos são apresentados separadamente para sopros e cordas, enquanto o continuo, que acompanha toda a peça, não é listado.

### Movimentos

#### 1
O exuberante primeiro movimento foi derivado do movimento final da cantata secular. Ele se inicia com uma introdução orquestral virtuosa de 24 compassos, retratando uma alegria vital. Primeiro o alto exclama: "Erfreut euch, ihr Herzen" (Alegrai-vos, ó corações), o tenor continua "Entweichet, ihr Schmerzen" (desapareçam, ó dores), e então todas as vozes proclamam em homofonia: "Es lebet der Heiland und herrschet in euch" (o Salvador vive e reina em vós). A seção intermediária é dada principalmente ao alto e ao tenor, que ilustram luto e medo em uma "série de comoventes passagens descendentes cromáticas e suspensões", embora as palavras ordenem dissipar tais sentimentos: "Ihr könnet verjagen das Trauren, das Fürchten, das ängstliche Zagen" (Vós podeis afugentar o pranto, o medo, a angústia).

Incipit da música similar na Paixão Segundo São Mateus de Bach

O continuo executa notas repetidas que parecem "tremer", um "batimento cardíaco" que Bach empregaria mais tarde no recitativo do tenor "O Schmerz! Hier zittert das gequälte Herz" (Ó dor! Aqui treme o coração atormentado) da sua Paixão Segundo São Mateus. Finalmente, o coro entra, voz a voz, formando um acorde e acrescentando suavemente palavras de consolação: "Der Heiland erquicket sein geistliches Reich" (o Salvador revigora seu reino espiritual). Os instrumentos reintroduzem os motivos da introdução, conduzindo à recapitulação da primeira seção. O movimento tem sido considerado "um dos mais longos e exultantes dos primeiros trabalhos de Bach".

#### 2
O baixo resume em um breve recitativo, acompanhado pelas cordas: "Es bricht das Grab und damit unsre Not" (O túmulo se rompe e com ele nosso sofrimento).

#### 3
O baixo continua em uma ária, "Lasset dem Höchsten ein Danklied erschallen" (Deixe soar um cântico de agradecimento ao Altíssimo). Uma música de movimento dançante complementa o pedido geral de agradecer a Deus em canção. A seção intermediária contrapõe uma nota longa por seis compassos em "Frieden" (paz) e passagens coloratórias em "lebe" (viva).

#### 4
O quarto movimento é iniciado pelo tenor (Esperança), que também deseja cantar sobre vitória e gratidão ("ein Sieg- und Danklied"). Ele começa com "Mein Auge sieht den Heiland auferweckt" (Meu olho vê o Salvador reanimado), com um longo melisma que demonstra o despertar. Mas já após um compasso, o alto (Medo) imita a frase nas palavras "Kein Auge sieht ..." (Nenhum olho vê ...). Após cantarem juntos por um tempo prolongado, os dois pontos de vista se transformam em um discurso linear, similar a uma conversa convencional, encerrado pelo alto, que tenta crer: "Ich glaube, aber hilf mir Schwachen" (Eu creio, mas ajuda minha fraqueza).

#### 5
No dueto seguinte, as vozes permanecem em homofonia na maior parte do tempo, com pequenas variações rítmicas que evidenciam suas atitudes distintas diante da escuridão do túmulo ("des Grabes Finsternissen"): o alto expressa "ich furchte zwar" (eu, de fato, temo) com notas longas e estáveis, enquanto o tenor relata, com figuração ornamentada, "ich furchte nicht" (eu não temo). Na continuação, há divergência em apenas uma palavra: "klagete" (lamentou) no alto e "hoffete" (esperou) no tenor. O compasso fluido em 12/8 do dueto e um virtuoso solo de violino remetem ao propósito original da música na cantata de congratulação. É especialmente apropriado para a seção intermediária da forma da capo, quando ambas as vozes concordam: "Nun ist mein Herze voller Trost" (Agora meu coração se enche de consolo).

#### 6
A cantata é encerrada pela segunda parte do hino "Christ ist erstanden", iniciando com um triplo Aleluia. Esta parte foi derivada, no século XII, da sequência pascal Victimae paschali laudes, originalmente codificada por Wipo de Borgonha por volta de 1040. Os versos passaram por uma transformação substancial por Martim Lutero com o auxílio de Johann Walter e foram impressos por Joseph Klug, em Wittenberg, em 1533. Este é o único uso por Bach de "Christ ist erstanden" em uma obra vocal, embora ele tenha utilizado o hino relacionado "Christ lag in Todesbanden" em sua cantata coral inicial Christ lag in Todes Banden, BWV 4, e em Der Friede sei mit dir, BWV 158.

## Gravações
A seleção foi retirada da listagem do Bach Cantatas Website. Grupos instrumentais que utilizam instrumentos de época em interpretações performance historicamente informada estão destacados em verde sob o título "Instr.".